# Poyales del Hoyo
Poyales del Hoyo è un comune spagnolo di 660 abitanti situato nella comunità autonoma di Castiglia e León.